# Erika Eleniak
Erika Maya Eleniak, född 29 september 1969 i Glendale i Kalifornien, är en amerikansk fotomodell och skådespelare. Hon var Playboys Playmate of the Month i juli 1989. Hon är mest känd för rollen som Shauni McClain i Baywatch (1989–1992).

## Filmografi (urval)
- 1982 – E.T. the Extra-Terrestrial
- 1988 – Panik
- 1989–1992 – Baywatch (TV-serie) (45 avsnitt)
- 1989 – Charles in Charge (TV-serie) (3 avsnitt)
- 1990 – Huset fullt (TV-serie) (1 avsnitt)
- 1993 – The Beverly Hillbillies
- 1992 – Under belägring
- 1994 – Chasers
- 1998 – Brooklyn South (TV-serie) (3 avsnitt)
- 2010 – CSI: Miami (TV-serie) (1 avsnitt)
- 2010 – Desperate Housewives (TV-serie) (1 avsnitt)